# Пролетарская Крепость
Пролета́рская Кре́пость — посёлок в Залесовском районе Алтайского края России. Входит в состав Борисовского сельсовета.

## История
Документальных сведений об образовании посёлка нет.

## География
Посёлок расположен на равнинной местности примерно в 7 км к востоку от Залесово, возле небольшой реки без названия.
Уличная сеть
В селе 3 улицы: Коммунаров, Мира и Советская.
Транспорт
По территории района проходят автодороги Залесово — Заринск (на Барнаул, Мартыново), Залесово — Тальменка. К посёлку от Залесово ведёт просёлочная дорога, ежедневно ходят рейсовые автобусы.
Ближайшая железнодорожная станция Заринская находится в городе Заринск.

## Население
| 1997 | 1998 | 1999 | 2000 | 2001 | 2002 | 2003 |
| ---- | ---- | ---- | ---- | ---- | ---- | ---- |
| 244  | ↗249 | ↘244 | ↘237 | ↘221 | ↘201 | ↗220 |
| 2004 | 2005 | 2006 | 2007 | 2008 | 2009 | 2010 |
| ↘215 | ↘213 | ↘204 | ↗209 | ↗211 | ↘204 | ↘166 |
| 2011 | 2012 | 2013 |      |      |      |      |
| ↗168 | ↘155 | ↘148 |      |      |      |      |

## Инфраструктура
- ООО «Колос» — выращивание зерновых культур, есть крестьянско-фермерские хозяйства[8];
- киноустановка (филиал Залесовского КДЦ);
- ФАП (филиал КГБУЗ «Залесовская ЦРБ»);
- почтовое отделение, обслуживающее жителей посёлка, школа и иные услуги находятся в административном центре Залесово[9].

## Достопримечательности
До 2010 года в посёлке Пролетарская Крепость находился зарегистрированный памятник регионального значения, экзотический вид для Западной Сибири — дуб, крона которого была в диаметре 4 метра, а высота — 6 метров.